# Botan
Ne doit pas être confondu avec Botan (principauté kurde).
Botan est une commune située dans le département de Mansila, dans la province du Yagha, région du Sahel, au Burkina Faso.